# Pierre Bordage

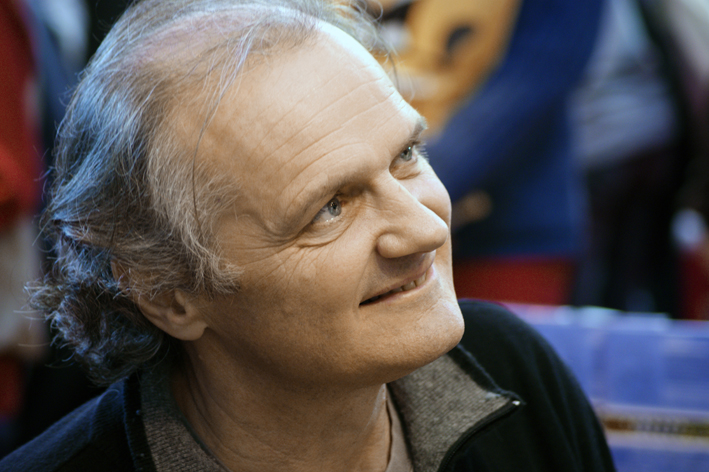
Pierre Bordage (2011)

Pierre Bordage (* 29. Januar 1955 in La Réorthe) ist ein französischer Science-Fiction-Autor.

## Leben
Mit seiner Space-Opera-Trilogie Les Guerriers du silence (1993–95), von der 50.000 Exemplare verkauft wurden, begann sein schriftstellerischer Erfolg. Diese Trilogie und sein Wang-Zyklus (1996–97) wurden von Kritikern als wesentliche Elemente der Erneuerung der französischen Science-Fiction der 1990er Jahre gelobt, nachdem dieses Genre lange von englischsprachigen Autoren dominiert war.
Pierre Bordage gehört zu den bekanntesten Autoren der französischen Populärliteratur. Er hat über vierzig Romane und viele Novellen verfasst, darunter auch Werke, die dem Genre der historischen Fantasy, der Science Fantasy oder des Kriminalromans zuzuordnen sind. Zu seinen Werken gehören auch Romanadaptationen von Filmen und einige Filmdrehbücher, ebenso wie Theater- oder Comicadaptationen seiner Romane.
Die Werke von Pierre Bordage weisen eine humanistische Orientierung auf. Sie thematisieren die Entdeckung der Spiritualität, den Kampf gegen Fanatismus und den Missbrauch politisch-religiöser Macht zum Vorteil Einzelner. Obwohl der Science-Fiction zuzurechnen, nimmt in ihnen die Auseinandersetzung mit den Protagonisten einen größeren Stellenwert ein als die Darstellung wissenschaftlich-technischer Entwicklungen. Inspiration ziehen sie aus Epen und Mythen der ganzen Welt.
Pierre Bordage ist Träger verschiedener Literaturpreise, darunter des Grand Prix de l’Imaginaire (1994) und des Grand Prix Paul-Féval de littérature populaire (2000).
2016 wurde er für sein Lebenswerk mit dem Prix Cyrano ausgezeichnet.

## Werke (Auszug)
- Les Guerriers du silence. 1993, ISBN 2-905158-69-7.

Die Krieger der Stille. Übersetzt von Ingeborg Ebel. Heyne, München 2007, ISBN 978-3-453-53050-8.
- Terra Mater. 1994, ISBN 2-905158-85-9.[2]

Terra Mater. Übersetzt von Ingeborg Ebel. Heyne, München 2009, ISBN 978-3-453-52409-5.
- La Citadelle Hyponéros. 1995, ISBN 2-84172-007-1.

Die Sternenzitadelle. Übersetzt von Ingeborg Ebel. Heyne, München 2010, ISBN 978-3-453-52510-8.
- Les dames blanches. 2015, ISBN 978-2-84172-718-6.

Die Sphären. Übersetzt von Carola Fischer. Heyne, München 2017, ISBN 978-3-453-31848-9.
- Arkane - la désolation. 2017, ISBN 979-10-281-0494-8.

Arkane: Das Haus der Drachen. Übersetzt von Carola Fischer. Heyne, München 2018, ISBN 978-3-453-31914-1